# Rómulo Etcheverry Boneo
Rómulo Agustín del Corazón de Jesús Etcheverry Boneo (Dolores, 5 de mayo de 1884 - Buenos Aires, 10 de noviembre de 1947) fue un abogado y jurista argentino, que se desempeñó como ministro de Justicia e Instrucción Pública durante la presidencia de facto de Edelmiro J. Farrell.

## Biografía
Nació en Dolores, siendo hijo de Rómulo E. Etcheverry, juez de la Suprema Corte de la Provincia de Buenos Aires y de María de las Mercedes Boneo. Se casó con Julia Justina Barrios Vázquez en 1911.
Egresó con medalla de oro del Colegio del Salvador de la Ciudad de Buenos Aires en 1902. Estudió abogacía en la Universidad de Buenos Aires recibiéndose en 1909. En esta última institución se desempeñó como docente desde 1921 hasta su muerte en la materia de Derecho Civil.
Entre 1943 y 1944 fue designado como interventor de la Universidad Nacional del Litoral, abandonando el cargo para asumir como ministro de Justicia e Instrucción Pública.
Fue juez de la Suprema Corte de la Provincia de Buenos Aires, entre otras funciones en el poder judicial. Fue un activo militante católico, habiendo defendido concepciones iusnaturalistas y tomistas sobre el derecho. Su hijo Luis se ordenó sacerdote y contribuyó a fundar la Universidad Católica Argentina.